# Hexarthrius forsteri
Espèce
Hexarthrius forsteri est une espèce de coléoptères de la famille des Lucanidae.

## Taxonomie
Le nom valide complet (avec auteur) de ce taxon est Hexarthrius forsteri (Hope, 1840).
L'espèce a été initialement classée dans le genre Lucanus sous le protonyme Lucanus forsteri Hope, 1840,.
Hexarthrius forsteri a pour synonyme :
- Lucanus forsteri Hope, 1840

### Liste des sous-espèces
Selon GBIF (6 avril 2024) :
- Hexarthrius forsteri forsteri (Hope, 1840)
- Hexarthrius forsteri kiyotamii Nagai, 2000
- Hexarthrius forsteri nyishi Okuda & Maeda, 2016

### Étymologie
Son épithète spécifique, forsteri, lui a été donnée en l'honneur du botaniste britannique Edward Forster (1765-1849), alors trésorier de la Linnean Society of London et grand promoteur des sciences naturelles.

### Publication originale
- (en + la) Rev. Frederick William Hope, « Descriptions of some Nondescript Insects from Assam, chiefly collected by William Griffith, Esq., F.L.S., Assistant- Surgeon in the Madras Medical Service, and attached to the late Scientific Mission to Assam », Transactions of the Linnean Society of London, Royaume-Uni, vol. 18,‎ 3 novembre 1840, p. 587-600 (ISSN 1945-9432, e-ISSN 1945-9335, lire en ligne, consulté le 6 avril 2024).